# وقاصلوی علیا
وقاصلوی علیا، روستایی است از توابع بخش نازلو و در شهرستان ارومیه استان آذربایجان غربی ایران. بیشتر اهالی این روستا روستا از راه کشاورزی و دامداری امرار معاش می کنند. محصولات عمده کشاورزی این روستا شامل گندم، آفتابگردان، چغندر قند و گوجه می باشد. نزدیکترین روستا وقاصلوی سفلا و همسایگان آن شامل انگنه، علی بگلو، باشلانبوشلو می باشد. اهالی این روستا در سیاست داخلی عملکرده مناسبی نداشته و مناقشات مرزی و آبی داخلی زیادی دارند به طوری که هشتاد درصد زمان دادگاه نوشین شهر را به خود اختصاص داده ولی در سیاست خارجی تا حدود بسیار زیادی موفق بوده و در برابر تهدید های خارجی متحد عمل کرده اند. 

## جمعیت
این روستا در دهستان نازلوی شمالی قرار داشته و بر اساس سرشماری سال ۱۳۸۵ جمعیت آن ۶۷۰ نفر (۱۷۳ خانوار)
بوده‌است.